# 제타 티사 3세
제타 티사 3세(싱할라어: ජෙත්ත තිස්ස ෩, 589년 ~ 624년 2월 21일)는 아누라다푸라 왕국 모리야 왕조의 제19대 군주였다.
그는 성공적인 반란으로 아가보디 3세의 왕위를 찬탈했다. 그는 그의 장군 다타시바를 서부 지역으로 보냈지만, 다타시바는 아가보디 왕의 부왕 마나에게 패배했다. 하지만 제타 티사는 왕의 군대를 견뎌냈고 그를 물리쳤다.
제타 이사는 전국의 다양한 비하라들에게 토지 보조금을 수여했다.
전 왕 아가보디 3세가 인도군과 함께 돌아오자 왕은 감히 왕군의 선두에서 그를 만났다. 칼라웨와 근처에서 큰 전투가 이어졌고 왕은 패배했다.
그가 패배하는 것을 보고, 제타 티사 왕은 그의 승려에게 수도원에 들어가 비함마를 배우고 설교하고 그에게 그 공적을 바치라는 메시지를 전하라고 지시했다. 그리고 나서 그는 그가 마주친 모든 인도인들을 죽이는 그의 코끼리 앞으로 나아갔다. 그가 이것에 지쳤을 때, 벨루파라고 불리는 인도인이 왕과 싸우기 위해 진격했다. 그의 시점에서 왕 제타 티사는 패배하지 않고 자살했다.

## 같이 보기
- 스리랑카의 역사